# Postciliodesmatophora
Postciliodesmatophora is een van de twee onderstammen van de stam Ciliophora. De trilhaardiertjes in de onderstam Postciliodesmatophora onderverdeeld in twee klassen namelijk: Karyorelictea en Heterotrichea. In totaal vallen meer dan 7000 soorten trilhaardiertjes onder deze onderstam. De meeste van deze soorten leven buiten andere dieren.